# Tabal
Tabal (grč. Tabalus ili Tagaos) je bio perzijski vojskovođa u službi Kira Velikog, vladara Perzijskog Carstva, a služio je i kao satrap Lidije.
Nakon što je Kir Veliki porazio lidijskog kralja Kreza i pripojio Lidiju Perzijskom Carstvu, povjerio je Lidijcu Paktiju da prenese Krezovo blago u Perziju, dok je glavni lidijski grad Sard ostavio na čuvanje Tabalu. Ubrzo nakon Kirovog odlaska iz Male Azije Paktije je unajmio plaćenike i izazvao pobunu protiv perzijske vlasti, te je postavio opsadu oko Sarda. Daljnja sudbina Tabala nije poznata, no čini se kako se nije uspio oduprijeti Paktijevim napadima, budući kako je Kir iste godine poslao Mazara da uguši pobunu i zarobi pobunjenike, a nedugo nakon njegove smrti i Harpaga.

## Poveznice
- Kir Veliki
- Mazar

| Prethodnik: | Satrap Lidije (546. - 545. pr. Kr.) | Nasljednik:                     |
| Nitko       | Satrap Lidije (546. - 545. pr. Kr.) | Mazar (545. - cca 544. pr. Kr.) |

## Vanjske poveznice
- Tabal (Tabalus), AncientLibrary.com